# Kunin (województwo mazowieckie)
Kunin (Kunin Szlachecki) – wieś sołecka w Polsce, położona w województwie mazowieckim, w powiecie ostrołęckim, w gminie Goworowo, na lewym brzegu rzeki Orz dopływu Narwi.
Dawniej dwie wsie – Kunin Szlachecki i Kunin Włościański.

## Historia
Wieś szlachecka Kunino położona była w drugiej połowie XVI wieku w powiecie ostrowskim ziemi nurskiej. W latach 1921–1936 wieś leżała w województwie białostockim, w powiecie ostrołęckim, w gminie Szczawin (od 1936 w gminie Goworowo).
Według Powszechnego Spisu Ludności z 1921 roku wieś zamieszkiwało 466 osób, 464 było wyznania rzymskokatolickiego a 2 mojżeszowego. Jednocześnie 464 mieszkańców zadeklarowało polską przynależność narodową a 2 żydowską. Były tu 83 budynki mieszkalne . Miejscowość należała do parafii rzymskokatolickiej w Goworowie. Podlegała pod Sąd Grodzki w Ostrołęce i Okręgowy w Łomży; właściwy urząd pocztowy mieścił się w Kuninie Szlacheckim.
W wyniku agresji III Rzeszy na Polskę we wrześniu 1939 wieś znalazła się pod okupacją niemiecką i do wyzwolenia weszła w skład Landkreis Mackeim (makowski) Regierungsbezirk Zichenau (rejencji ciechanowskiej) III Rzeszy.
W latach 1975–1998 miejscowość administracyjnie należała do województwa ostrołęckiego.

## Współczesność
W miejscowości znajduje się kościół, który jest siedzibą parafii św. Jana Chrzciciela. Drewniany budynek kościoła to dawna świątynia ewangelicka ze wsi Marianowo znajdującej się na terenie bagna Pulwy, służąca niegdyś osadnikom niemieckim. Budynek kościoła został w 1945 r. odkupiony przez proboszcza, ks. Stanisława Żuławskiego, i przeniesiony do Kunina.
W Kuninie Szlacheckim znajduje się Ośrodek Opieki Zdrowotnej, apteka, cmentarz, trzy sklepy, piekarnia, mleczarnia jak i również szkoła podstawowa. Nad rzeką rozciągają się liczne łąki, z zagłębieniami po dawnych stawach.